# 中華民國三十八年元旦告全國軍民同胞書
中華民國三十八年元旦告全國軍民同胞書簡稱元旦文告，是中華民國總統蔣中正的一份通告，於1948年12月31日夜半由中央廣播電台首先播報。蔣中正在文告中自我檢討，並打算從總統職務上引退，此外他還在文告中表示政府會打算和中共和談，並且提出和談條件。民盟主席张澜認為中共不会接受蒋介石在元旦文告中所提出的和平条件。